# Hexatoma (Parahexatoma) memnon
Hexatoma (Parahexatoma) memnon is een tweevleugelige uit de familie steltmuggen (Limoniidae). De soort komt voor in het Afrotropisch gebied.